# Кеїнелу-де-Сус
Кеїнелу-де-Сус (рум. Căinelu de Sus) — село у повіті Хунедоара в Румунії. Входить до складу комуни Бейца.
Село розташоване на відстані 308 км на північний захід від Бухареста, 19 км на північ від Деви, 97 км на південний захід від Клуж-Напоки, 132 км на схід від Тімішоари.

## Населення
За даними перепису населення 2002 року у селі проживали 470 осіб, усі — румуни. Усі жителі села рідною мовою назвали румунську.